# Обухович, Анна Брониславовна
А́нна Бронисла́вовна Обухо́вич (бел. Ганна Браніславаўна Абуховіч; 22 ноября [5 декабря] 1908 — 13 ноября 1986) — советская и белорусская актриса театра и кино. Народная артистка Белорусской ССР (1944).

## Биография
До 1929 года обучалась на Ленинградских курсах «Кино-Север». Дебютировала, как актриса немого кино (1929). В 1930 году впервые вышла на сцену Московского театра рабочей молодежи, с 1933 года выступала на сцене Реалистического театра Москвы.
С 1937 года — актриса Государственного русского драматического театра Белорусской ССР (с перерывом на годы оккупации Белоруссии немецко-фашистскими захватчиками в 1941—1943). Отдала этому театру почти 50 лет своей жизни. Стала примадонной — исполнительницей главных ролей, была женой главного режиссёра Дмитрия Орлова (1939—1941, 1944—1948), позднее — секретарём местной партийной организации. За исключением военных лет, когда Обухович выступала в составе фронтовых бригад, она выходила на сцену театра, почти до самой смерти.
Актриса стала кумиром нескольких поколений минских театралов, её творчество вошло в Золотой фонд белорусского искусства.
Похоронена на Северном кладбище Ленинграда.

## Творчество
А. Обухович — актриса сильного темперамента, чёткого внешнего рисунка. Большое внимание уделяла речевой характеристике образа. Наиболее близкими её творчеству были романтические и трагедийные роли. Создала более ста ярких драматических образов:
- Любовь Яровая в одноимённой пьесе;
- Анна Каренина;
- Виола, Себастьян («Двенадцатая ночь» Шекспира);
- Лариса («Бесприданница» А. Н. Островского);
- Надежда («Варвары» М. Горького);
- Гонерилья («Король Лир» Шекспира);
- Мамаша Кураж («Мамаша Кураж и её дети» Б. Брехта;
- Царица Ирина («Царь Фёдор Иоаннович» А. К. Толстого);
- Бернарда Альба («Дом Бернарды Альбы Ф. Гарсиа Лорки».

В последние годы сыграла ряд хара́ктерных драматических ролей:
- Васса Железнова М. Горького]);
- Хозяйка Нискавуори («Каменное гнездо» Х. Вуолийоки);
- Огудалова («Бесприданница» А. Н. Островского).

## Роли в кино
Снималась в кино с 1929 года.
- 1929 — Большое горе маленькой женщины — сестра Ковальчука
- 1930 — Рубикон
- 1930 — Настоящая жизнь — Анна
- 1930 — Контакт — Оля
- 1931 — Запах великой империи — Анна, дочь Осокина
- 1955 — Зелёные огни — Марья Петровна
- 1960 — Впереди — крутой поворот — мама Сергеева
- 1967 — Запомним этот день — помещица
- 1975 — Гамлет Щигровского уезда — Катерина Карповна